# Dolar Kajmanských ostrovů
Zákonným platidlem na Kajmanských ostrovech je místní dolar. Zdejší měna má svůj název „dolar“ společný s měnami mnoha dalších států po celém světě. Jeho ISO 4217 kód KYD, jedna setina dolaru se nazývá cent. Dolar Kajmanských ostrovů je pevně fixován na americký dolar v poměru 1 KYD = 1,20 USD. Do oběhu se dostal v roce 1972, kdy nahradil do té doby používaný jamajský dolar.

## Mince a bankovky
Centové mince v oběhu mají nominální hodnoty 1¢, 5¢, 10¢, 25¢. Na lícové straně všech mincí je vyobrazena podobizna Alžběty II. Bankovky dolaru jsou vydávány v hodnotách $1, $5, $10, $25, $50, $100.